# Collectif sans ticket
 (février 2023).
Le Collectif sans ticket est un collectif militant fondé en mai 1998 à Liège. Il est principalement actif à Bruxelles et à Liège jusqu'au début des années 2000.
Les Collectifs sans ticket se définissent comme « des réseaux d’usagers des transports en commun réunis par la volonté de promouvoir le rôle moteur de ces services publics comme instruments d’émancipation collective et de recomposition des manières d’habiter et de parcourir les territoires, de se former, de susciter des processus politiques [...] où passent la liberté et la solidarité. »

## Projet et historique
Le Collectif sans ticket revendique le droit au transport et la liberté de circuler librement. Parmi ses méthodes d'action, on peut relever la publication d'une « carte de droit au transports » donnant symboliquement accès au transport en commun et utilisée par les milliers de sympathisants du collectif comme vecteur du message politique, l'organisation d'interventions dans les réseaux de transports en commun pour créer des zones de gratuité temporaires (free zone), …
Le Collectif sans ticket a interpellé la Société des transports intercommunaux de Bruxelles (STIB) par des actions publiques et des actes de désobéissance civile.
La médiatisation de ces actions a réactualisé les revendications antérieures d'autres associations et du parti Ecolo, que le CST interpelle par courrier.
Sous la pression des actions du Collectif sans ticket, la situation des transports évolue. En avril 1999, la STIB octroie 120 000 titres de transports gratuits aux « organismes d'aide sociale ». En mars 2000, un abonnement « social » voit le jour à Bruxelles pour les VIPOs (personnes veuves, invalides, pensionnées et orphelines). En avril 2001, un budget de la région bruxelloise soutient financièrement cette initiative. 
En automne 2006, le Collectif sans ticket finalise un procès l'opposant à la  STIB. 
Le Collectif sans ticket a également lancé l'initiative de l'écolabus, ancien bus des transports publics belges transformé en vecteur pédagogique pour le droit aux transports, les solutions de carburant alternatif (ce bus peut rouler avec de l'huile végétale).

## Bibliographie

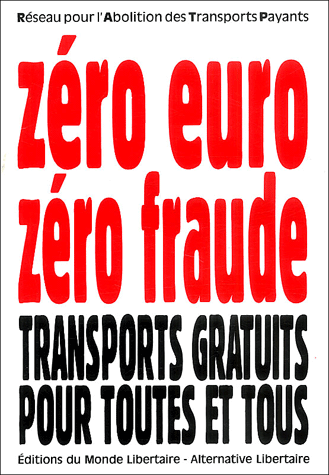
Zéro euro Zéro fraude, une brochure du Réseau pour l'abolition des transports payants.

## Organisations similaires
En France, l'association Réseau pour l'abolition des transports payants (RATP) créée en 2000, poursuit les mêmes objectifs.